# محمد بنتن
الدكتور محمد صالح بن طاهر بنتن، هو وزير سابق لوزارة الحج والعمرة منذ تاريخ 7 مايو 2016 حتى 12 مارس 2021.

## سيرته[3]
- حاصل على بكالوريوس في الهندسة الكهربائية، جامعة الملك فهد للبترول والمعادن 1399هـ.
- حاصل على ماجستير في الهندسة الكهربائية من جامعة الملك فهد للبترول والمعادن 1402هـ
- حاصل على دكتوراه في هندسة الحاسب، جامعة كولورادو بولدر 1409هـ.
- شغل مناصب عدة منها وكيل وزارة الحج لشؤون العمرة عام 1421هـ، ووكيل وزارة الحج المساعد 1418هـ -1421هـ.،
- شغل منصب رئيس مؤسسة البريد السعودي منذ 1424هـ حتى تعيينه وزيراً لوزارة الحج والعمرة.
- عضو مجلس إدارة الهيئة الملكية لمكة المكرمة والمشاعر المقدسة

## إعفاؤه
أصدر خادم الحرمين الشريفين الملك سلمان بن عبد العزيز أل سعود قرار إعفائه في 28 رجب 1442هـ.